# 东江街道 (常德市)
东江乡，是中华人民共和国湖南省常德市武陵区下辖的一个乡镇级行政单位。

## 行政区划
东江乡下辖以下地区：
新安社区、新坡社区、关天坪村、白龙村和浮桥村。